# Henry Siedentopf
Henry Friedrich Wilhelm Siedentopf, (Bremen, 22 september 1872 - Jena, 8 mei 1940) was een Duitse natuurkundige en specialist in microscopie.

## Biografie
Siedentopf was van 1899 tot 1938 werkzaam bij Carl Zeiss AG in Jena. Daar was hij in 1907 hoofd van de Microscopie afdeling. Tevens gaf hij natuurkundeles in de periode 1919-1940 aan het Instituut voor Toegepaste Optica en Microscopie aan de universiteit van Jena. 
Hij construeerde in 1902-1903 samen met Richard Adolf Zsigmondy de ultramicroscoop die geschikt was voor het bepalen van kleine deeltjes. Het was het belangrijkste instrument voor colloïdaal onderzoek in de colloidchemie. Zsigmondy werd daarvoor bekroond in 1925 met de Nobelprijs voor Scheikunde. Siedentopf werkte ook aan de ontwikkeling van microfotografie en cinefotomicrografie. In 1908 ontwikkelde hij samen met Augustus Köhler (1866-1948), de fluorescentie microscoop.